# Lale Öztürk
Lale Öztürk (1 december 1971) is een atleet uit Turkije.
Op de Olympische Zomerspelen 2004 in Athene liep Öztürk de marathon.
Lale Öztürk is gehuwd met 1500 meter-loper Zeki Öztürk.
- World Athletics: 14303312